# صادق أمين أبو راس
صادق أمين أبو راس سياسي وعسكري يمني من مواليد مديرية برط، محافظة الجوف عام 1952، حاصل على بكالوريوس العلوم العسكرية عام 1976. ينتمي لحزب المؤتمر الشعبي العام، يشغل منصب نائب رئيس الحزب وعضو في المجلس السياسي الأعلى الذي شكل من قبل جماعة أنصار الله (الحوثيين) وحزب المؤتمر الشعبي العام، شغل العديد من المناصب العسكرية والسياسية العليا في الجمهورية اليمنية، كما كان من ضمن المصابين إصابة بليغة في تفجير جامع الرئاسة (النهدين) عام 2011 برفقة علي عبد الله صالح وعدد من كبار قيادات الدولة حينها. كلفه أعضاء من اللجنة العامة للمؤتمر الشعبي العام في صنعاء رئيسا للحزب بعد حوالي شهر من مقتل علي عبد الله صالح في أحداث 2 ديسمبر 2017

## مناصب شغلها
- ضابط بالقوات البحرية التابعة للقوات المسلحة اليمنية.
- مدير عام مكتب نائب رئيس هيئة الأركان العامة للقوات المسلحة.
- مدير عام مكتب وزير الداخلية.
- عضو مجلس الشعب التأسيسي.
- رئيس لجنة التخطيط بالإتحاد العام للتعاون الأهلي للتطوير 1979.
- رئيس اللجنة المالية للإتحاد العام للتطوير.
- عضو لجنة الحوار الوطني.
- نائب رئيس بنك التسليف التعاوني الزراعي.
- أمين عام مساعد للاتحاد العام لهيئات التعاون الأهلي للتطوير .
- وزير الدولة أمين عام للمجالس المحلية للتطوير التعاوني.
- وزير الزراعة والموارد المائية.
- رئيس اللجنة العليا لمعالجة قضايا الأراضي الزراعية المؤممة بالمحافظات الجنوبية.
- عضو باللجنة العليا للانتخابات - رئيس اللجنة الفنية.
- وزير للخدمة المدنية والإصلاح الإداري.
- وزير لللإدارة المحلية وأمين عام المؤتمر الشعبي العام المساعد للشئون التنظيمية.
- محافظ محافظة تعز - رئيس المجلس المحلي
- نائب رئيس الوزراء للشؤون الداخلية.
- أعيد انتخابه أميناً عاماً مساعداً للمؤتمر الشعبي العام للشئون التنظيمية 2009.
- نائب رئيس حزب المؤتمر الشعبي العام 2014.
- عضو المجلس السياسي الأعلى 2016.[2]